# Grafton County
Grafton County ist ein County im Bundesstaat New Hampshire der Vereinigten Staaten. Im Jahr 2020 hatte es 91.118 Einwohner. Der Verwaltungssitz (County Seat) ist North Haverhill. In New Hampshire liegt Grafton County in der White–Mountains– und der Dartmouth–Sunapee–Region. Teile des Countys liegen in dem als „Upper Valley“ bekannten Gebiet beidseits des Connecticut Rivers in New Hamphire und Vermont.

## Geographie
Das County hat eine Fläche von 4517 Quadratkilometern; davon sind 95 Quadratkilometer (2,1 Prozent) Wasserflächen.
Nachbarcountys
- Essex County (Vermont), Norden
- Coos County (New Hampshire), Nordosten
- Carroll County (New Hampshire), Osten
- Belknap County (New Hampshire), Südosten
- Merrimack County (New Hampshire), Süden
- Sullivan County (New Hampshire), Südwesten
- Windsor County (Vermont), Südwesten
- Orange County (Vermont), Westen
- Caledonia County (Vermont), Nordwesten

## Geschichte
Ein Ort im County hat den Status einer National Historic Landmark, die Wandgemälde-Serie The Epic of American Civilization. 69 Bauwerke und Stätten des Countys sind insgesamt im National Register of Historic Places eingetragen (Stand 15. Februar 2018).
| Jahr      | 1980   | 1990   | 2000   | 2010   | 2020   |
| --------- | ------ | ------ | ------ | ------ | ------ |
| Einwohner | 65.731 | 74.929 | 81.743 | 89.118 | 91.118 |

## Städte und Gemeinden
Grafton County teilt sich in eine city, 37 towns (beide Begriffe werden ins Deutsche mit Stadt übersetzt) und ein township.
City
- Lebanon

Towns
| - Alexandria - Ashland - Bath - Benton - Bethlehem - Bridgewater - Bristol - Campton - Canaan - Dorchester | - Easton - Ellsworth - Enfield - Franconia - Grafton - Groton - Hanover - Haverhill - Hebron - Holderness | - Landaff - Lincoln - Lisbon - Littleton - Lyman - Lyme - Monroe - Orange - Orford - Piermont | - Plymouth - Rumney - Sugar Hill - Thornton - Warren - Waterville Valley - Wentworth - Woodstock |

Township
- Livermore